# 多鞭藻属
多鞭藻属（学名：Polyblepharides）为多鞭藻科的一个属。

## 下级分类
本属包括以下物种：
- 单生多鞭藻 Polyblepharides singularis